# Tedania suctoria
Tedania suctoria är en svampdjursart som först beskrevs av Schmidt 1870.  Tedania suctoria ingår i släktet Tedania och familjen Tedaniidae.
Artens utbredningsområde är Island. Inga underarter finns listade i Catalogue of Life.